# 1V110
Vous pouvez aider à l'améliorer ou bien discuter des problèmes sur sa page de discussion.
- Il ne cite pas suffisamment ses sources. Vous pouvez indiquer les passages à sourcer avec {{référence nécessaire}} ou {{Référence souhaitée}}, et inclure les références utiles en les liant aux notes de bas de page. (Marqué depuis avril 2024)
- La traduction doit être revue. Le contenu est difficilement compréhensible à cause d’erreurs de traduction, peut-être dues à l’utilisation d’un logiciel de traduction automatique. (Marqué depuis avril 2024)

- Archive Wikiwix
- Bing
- Cairn
- DuckDuckGo
- E. Universalis
- Gallica
- Google
- G. Books
- G. News
- G. Scholar
- Persée
- Qwant
- (zh) Baidu
- (ru) Yandex
- (wd) trouver des œuvres sur Wikidata

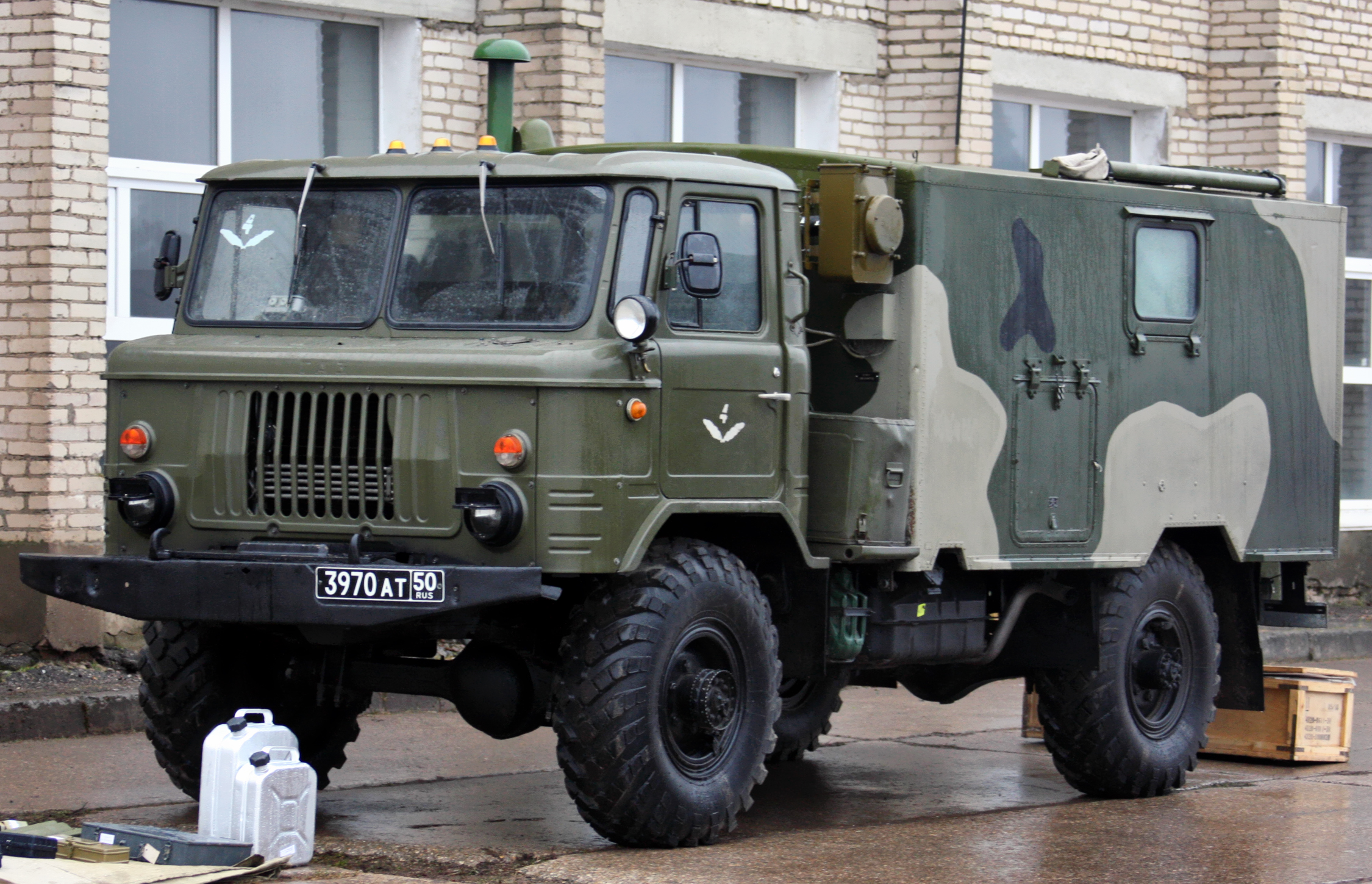
Véhicule de commandant de batterie 1V110.

Le 1B110 Berioza (bouleau), russe : 1B110, est un véhicule de commandement et d'état-major destiné aux commandants de batterie des forces armées de la fédération de Russie. Conçu pour déterminer les coordonnées de son emplacement et l'angle directionnel de l'axe longitudinal du véhicule, et contrôler le tir des unités d'artillerie.
Effectue les fonctions de contrôle de tir d'une batterie dans le cadre d'un peloton, déterminant les coordonnées des positions de la batterie, orientant les canons dans la direction principale, déterminant les réglages de tir. Mais aussi en construisant un ventilateur, recevant automatiquement les réglages de tir initiaux calculés et les commandes du véhicule 1V111, communiquer avec le commandant de batterie et le chef d'état-major de la division et déterminer des données météorologiques au sol pour les systèmes de lancement multiples de fusées. Le véhicule a été exporté dans le cadre du complexe 1V17 vers les pays du Pacte de Varsovie, ainsi qu'en Algérie, en Angola, en Irak, en Syrie et dans certains autres pays.

## Les systèmes du complexe

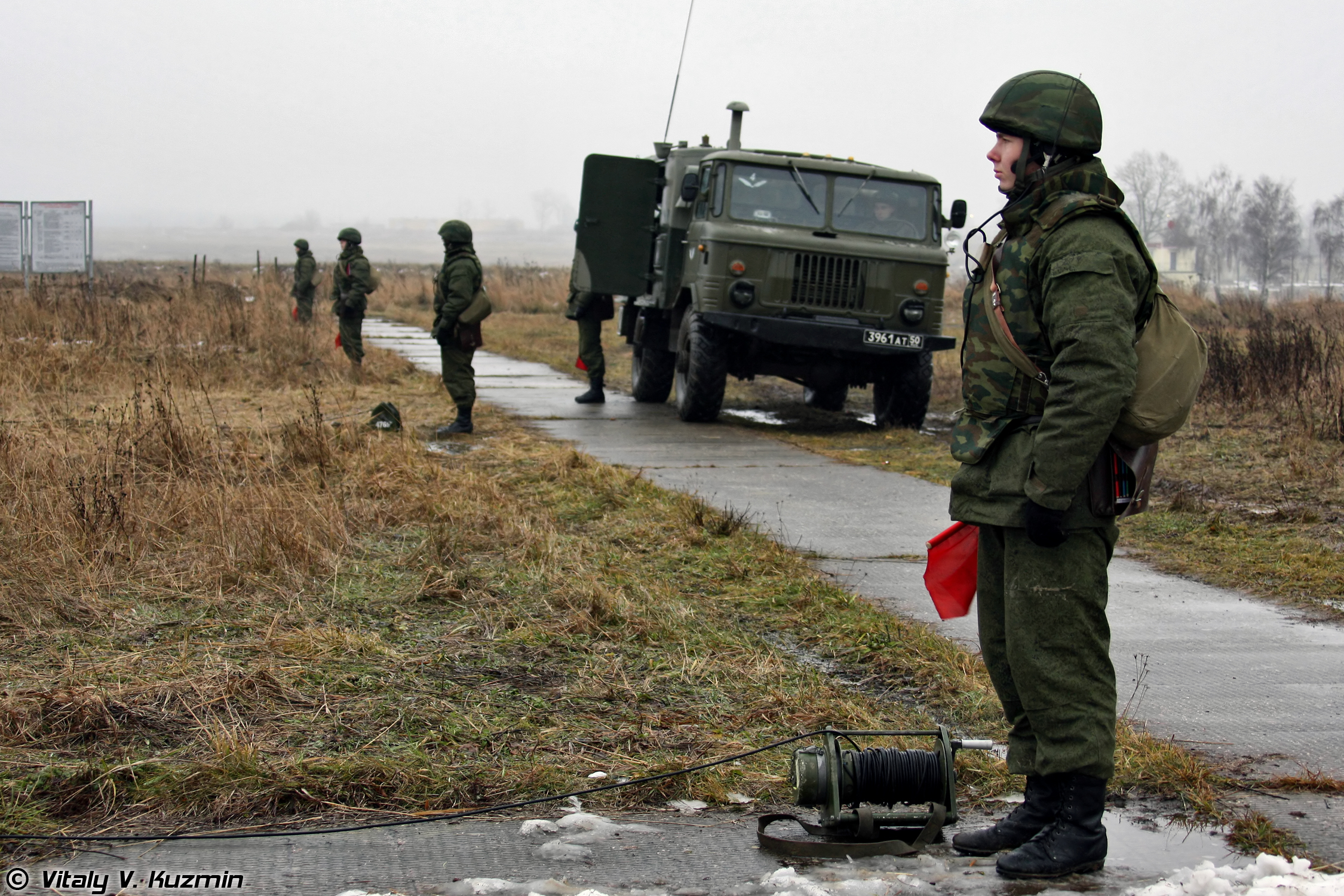
Véhicule 1V110 du bataillon d'artillerie de la brigade de batterie 9K51 BM-21 Grad MLRS, 16 décembre 2011.

Trois véhicules 1V110 Bereza font partie d'un système d'automatisation de conduite de tir (KSAUO) « Machina-B (ru) » : 1V17, 1V17-1 1V12M, l'indice du complexe dépend du type de système d'artillerie utilisé. Le complexe dans son ensemble assure un entraînement de reconnaissance, topographique, géodésique et météorologique au tir, au contrôle de tir des pelotons de tir et des batteries d'un bataillon d'artillerie.
KSAUO 1V17 a été développé à Leningrad chez NPO Signal à la fin des années 1960 et au début des années 1970 pour automatiser le contrôle de tir des bataillons d'artillerie remorqués et roquettes. Le complexe a été mis en service en 1973. Produit à l'usine Motovilikha Plants à Perm. En plus du 1V110 Bereza, le complexe 1V17 pourrait comprendre 1B18 Klen-1 (véhicule du commandant de batterie), 1B111 Alder (9S77) (véhicule du chef d'état-major de l'ADN) et le 1B19 Klen-2 (véhicule du commandant de l'ADN),.

## Modernisation
Le 16 novembre 2019, lors d'un événement dédié à la célébration du 75e anniversaire de la Journée des forces de missiles et de l'artillerie, organisé sur un terrain d'entraînement près de Lug, un véhicule modernisé pour l'officier supérieur de batterie, désigné 1V110-1, a été présenté.
Le but déclaré est de contrôler les pelotons de tir de batterie lors de l'exécution de missions de tir et lors des manœuvres de combat, en déterminant les coordonnées de la position de tir, ainsi que de maintenir la communication avec le poste de commandement de la batterie et le point de contrôle de tir de la division.
En Russie, la réparation et la modernisation des machines 1V110 Berioza au niveau 1V110-1 sont effectuées à Saransk au JSC 103 Arsenal.
En Ukraine, la réparation des machines 1V110 est effectuée par l'usine de réparation de Shepetivka.

## Comparaison
Comparaison des caractéristiques des sources ouvertes
| Paramètre                            | 1V110 | 1V110-1 |
| ------------------------------------ | --- | --- |
| Châssis                              | GAZ-66 | GAZ-66B |
| Poids de combat, t                   | 5,8 | 5,9 |
| Longueur du corps, mm                | 5454 | 5805 |
| Largeur du corps, mm                 | | 2525 |
| Hauteur en position repliée, mm      | 2850 | 2832 |
| Voie, mm                             | 2500 | 2500 |
| Puissance du moteur, l. Avec.        | 115 | |
| Vitesse maximale, km/h               | 90 | 95 |
| Autonomie en carburant, km           | 500 | 800 |
| Temps de préparation au travail, min | 13 | 7 |
| L'équipage, passagés                 | 5 - officier de batterie senior - chef d'équipe - informaticien senior - opérateur géomètre - radiotéléphoniste principal - chauffeur-électricien                                   | 5 - officier supérieur de batterie - chef d'équipe - informaticien senior - opérateur géomètre - radiotéléphoniste principal - chauffeur-électricien - lieu de travail supplémentaire                       |
| Moyens de communication              | - Р-130 - Р-111 - Р-123 - Р-193 - Р-326 - 1Т803М - ТА-57 | - Р-123М - Р-142 - Р-159 |
| Portée de communication, km          | | 20 (équipement radio) avant 1 (ligne de fil) |
| Caractéristiques supplémentaires     | - Temps de fonctionnement continu de NNA, 3h - Précision de la détermination des coordonnées du chemin, 0,5%. - Précision de la détermination des angles directionnels 0-02 degrés. | Plage de mesure jusqu'au CT (pistolet), m - Viseur périscopique PV-1 de 10 à 300. - Télémètre sapeur Pashkovsky DSP-30M de 50 à 2 000 mètres. - Boussole d'artillerie périscope PAB-2AM de 50 à 400 mètres. |

## Les opérateurs
Actuel
- Algérie — statut inconnu
- Angola — statut inconnu
- Irak — statut inconnu
- Russie — certains 1V110-1, à partir de 2019
- Syrie — statut inconnu
- Ukraine— quelques 1V110, à partir de 2009

Ancien
- URSS
- Albanie
- Bulgarie
- Hongrie
- RDA
- Pologne
- Roumanie
- Tchécoslovaquie

## Littérature
- Équipe d'auteurs Machine 1B110 - M. Ministère de la Défense de l'URSS. 1987 128 pages. Couverture rigide.
- Andryushchenko V. A., Pirozhkov P. A. Véhicules de commandement et d'état-major. Didacticiel.

## Sources
1. 1 2 3  (ru) « ВТС «НЕВСКИЙ БАСТИОН» A.V.Karpenko // Машина 1В110-1 » [archive du 10 avril 2022] (consulté le 10 avril 2022)
2. ↑  (ru) « КОМПЛЕКС СРЕДСТВ АВТОМАТИЗАЦИИ УПРАВЛЕНИЯ ОГНЕМ (КСАУО) 1В17 «МАШИНА-Б» » , sur web.archive.org,‎ 18 février 2019 (consulté le 23 mars 2024)
3. ↑  (ru) A.V.Karpenko, « МАШИНА УПРАВЛЕНИЯ АРТИЛЛЕРИЙСКИМ ОГНЕМ 1В110 «БЕРЕЗА» ARTILLERY FIRE CONTROL MACHINE 1V110 «BEREZA» » , sur web.archive.org,‎ 10 avril 2022 (consulté le 23 mars 2024)
4. ↑  Шепетовский ремонтный завод, ГП // Предприятия оборонно-промышленного комплекса России и стран СНГ. Справочник. изд. 4-е, пер. М., 2008. стр.413